# 松尾幸弘
松尾 幸弘（まつお ゆきひろ、1957年8月 - ）は兵庫県出身の陸上自衛官。
職種は野戦特科。防衛大学校本科第24期卒。番匠幸一郎・磯部晃一・中谷元・福田築・田邉揮司良は同級生。
娘は元フジテレビアナウンサーの松尾翠。日本中央競馬会（JRA）所属の元騎手で現調教師の福永祐一は娘婿にあたる。
2012年4月に行われた第8師団の観閲式では北朝鮮が行った人工衛星打ち上げと称する弾道ミサイル実験に伴い、沖縄県に第8化学防護隊と第8後方支援連隊を展開したことについて「日本防衛の最前線師団として、期待に応えたい」と語った。

## 略歴
1980年（昭和55年）3月：防衛大学校卒業、陸上自衛隊入隊。
1999年（平成11年）1月：1等陸佐に昇任。2000年（平成12年）6月30日：第9師団司令部第3部長。2002年（平成14年）8月1日：第8特科連隊長。
2004年（平成16年）8月30日：陸上自衛隊研究本部主任研究開発官。2005年（平成17年）1月12日：陸上幕僚監部教育訓練計画課長。2006年（平成18年）8月4日：陸将補に昇任。2007年（平成19年）3月28日：陸上自衛隊富士学校特科部長。2009年（平成21年）3月25日：陸上幕僚監部監理部長。2010年（平成22年）7月26日：西部方面総監部幕僚長兼健軍駐屯地司令。2012年（平成24年）3月30日：第8師団長。
2013年（平成25年）8月22日：第7代 陸上自衛隊研究本部長。2015年（平成27年）8月4日：退官。11月1日：株式会社東芝顧問。